# Jolt Cola
La Jolt Power Cola (inizialmente Jolt Cola) è una bibita analcolica, al gusto di cola, gassata statunitense prodotta dalla Wet Planet Beverages (inizialmente The Jolt Cola Company). Si distingue dalla maggior parte delle altre cole per il suo elevato contenuto di caffeina, circa doppio rispetto a quello della Coca-Cola.

## Storia
La Jolt Cola fu creata nel 1985 da C. J. Rapp rivolgendosi principalmente a studenti e giovani lavoratori stressati, che potessero servirsene allo stesso modo di una bevanda energetica.
Essa fu lanciata con lo slogan All the sugar and twice the caffeine (tutto lo zucchero e il doppio della caffeina), successivamente cambiato in All the Flavor and Twice the Caffeine (tutto il gusto e il doppio della caffeina) dopo che lo zucchero di canna fu rimpiazzato con il più conveniente sciroppo di glucosio-fruttosio.
Attualmente negli Stati Uniti Jolt Cola è la bibita preferita da molti videogiocatori, programmatori, hacker ed è molto popolare nei LAN party.
Nel 2009 la Jolt Cola è stata ribattezzata Jolt Power Cola e la sua formula è stata variata, con l'aggiunta di nuovi ingredienti in grado di aumentarne le proprietà energetiche e stimolanti.

## Curiosità
- È menzionata in:

### Libri
1. Desperation di Stephen King
2. Verso Occidente l'impero dirige il suo corso di David Foster Wallace.
3. Colpevoli di omicidio: La vita dentro un carcere di massima sicurezza di Danner Darchleight.

### Film
1. Jurassic Park (la postazione del programmatore Dennis Nedry è piena di lattine e bottiglie)
2. Hackers (in una scena viene definita la bevanda dello hacker d'elite)
3. Deep Impact
4. Men at Work
5. Gremlins 2 - La nuova stirpe
6. Fusi di testa 2 (nella scena in cui Garth ha un'allucinazione e ne attribuisce la causa alla troppa Jolt Cola bevuta)
7. Parto col folle

### Animazione
1. I Simpson (Infatti lo slogan della Buzz Cola è twice the sugar, twice the caffeine)

## Contenitori
Il grande successo di questo prodotto ha fatto sì che il produttore creasse una vera e propria linea di bibite "Jolt", disponibili non solo in bottiglie e lattine, ma anche nella speciale "battery bottle" da circa 695 ml.

## Variante
Esiste anche una linea di gomme da masticare "Jolt", anch'esse con un elevato contenuto di caffeina.